# Рей, по ту сторону сердца
«Рей, по ту сторону сердца», также известный как «Рей I» (яп. レイ、心のむこうに, дословно — «Рей, за пределами моего сердца»), — пятый эпизод аниме-сериала «Евангелион» студии Gainax. Режиссёр — Кейити Сугияма, сценаристы — Акио Сацукава и Хидэаки Анно. Впервые был показан 1 ноября 1995 года на TV Tokyo, набрал 7,2 % аудитории.
«Рей, по ту сторону сердца» начинается с событий, произошедших двадцать два дня назад. Рей Аянами пилотирует Евангелиона-00 в штаб-квартире агентства Nerv, и он выходит из-под контроля. Капсула с пилотом катапультируется, и руководитель агентства Гэндо Икари открывает её голыми руками. Действие переходит в настоящее время. Синдзи Икари поручают передать Рей новый пропуск в агентство. Войдя в её квартиру, он надевает очки Гэндо. Вошедшая Рей в полотенце выхватывает их, Синдзи спотыкается и случайно падает на неё. Спустя некоторое время у них происходит разговор на эскалаторе, в котором он порицает своего отца, за что получает пощёчину. В конце эпизода на Токио-3 нападает пятый ангел — Рамиил.

## Сюжет

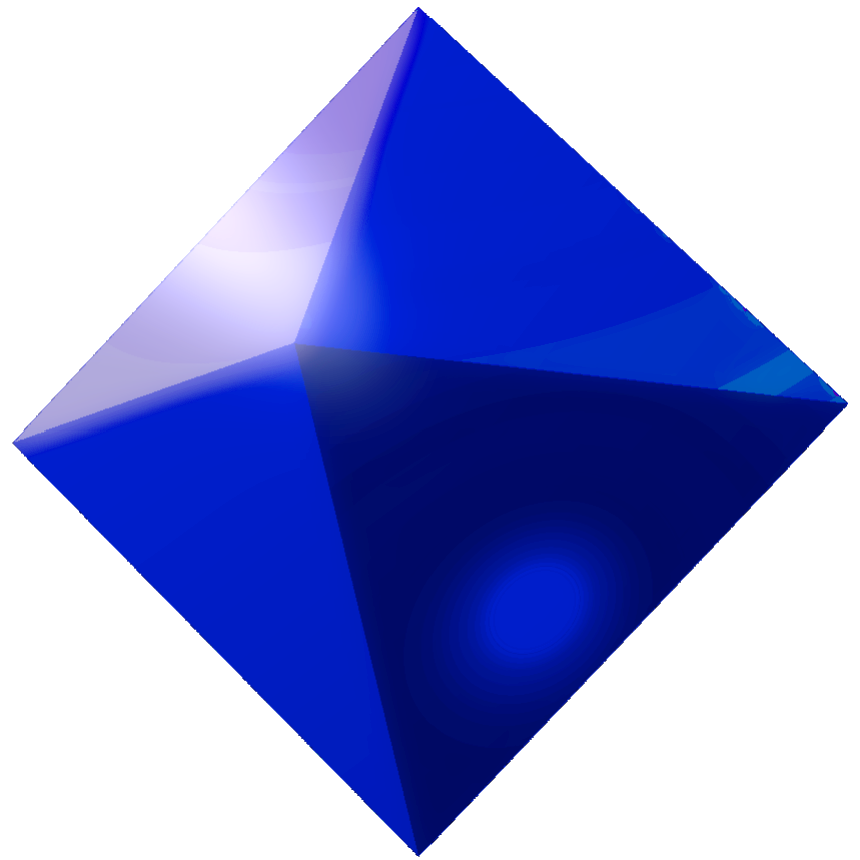
Правильный октаэдр синего цвета, схожий с Рамиилом

«Рей, по ту сторону сердца» начинается с событий, произошедших двадцать два дня назад. Рей Аянами пилотирует Евангелиона-00 в штаб-квартире агентства Nerv. Робот внезапно выходит из-под контроля. Руководитель агентства Гэндо Икари приказывает отключить питание. Ева-00 на аварийном питании пытается пробить стекло, за которым находится центр управления и сам Гэндо. Капсула с пилотом автоматически катапультируется. Гэндо выбегает к ней и, открывая раскалённый люк, получает ожоги и роняет очки. Выясняется, что Рей тоже получила травмы. Спустя некоторое время главный научный сотрудник Nerv Рицуко Акаги говорит капитану Мисато Кацураги, что инцидент с роботом мог быть связан с психической нестабильностью Рей.
Действия эпизода переходят в настоящее время. Рицуко пытается провести анализ состава четвёртого ангела Самусиила, побеждённого в третьем эпизоде, но система выдаёт ошибку. Она делится с Синдзи Икари и Мисато сведениями о волновой структуре ангела: выяснилось, что его спектральные полосы и расстояние между ними совпадают с расположением гена человека на 99,89 %. Синдзи замечает ожоги на руках Гэндо, Рицуко рассказывает о том, как он их получил.
В штаб-квартире Nerv Синдзи видит, как Гэндо и Рей разговаривают, улыбаясь. Вечером Синдзи, Рицуко и Мисато обедают вместе. Рицуко просит Синдзи передать Рей новый пропуск в штаб-квартиру. На следующий день Синдзи стучит в дверь квартиры Рей. Не дождавшись ответа, он заходит внутрь. На тумбочке Синдзи видит очки Гэндо и примеряет их. В комнату заходит Рей, закутанная в полотенце; она выхватывает очки. Синдзи, споткнувшись, падает на неё и случайно кладёт руку на её грудь. Рей не проявляет никаких эмоций, одевается и уходит.
Синдзи встречает Рей на входе в штаб-квартиру Nerv и отдаёт ей пропуск, затем они вместе едут на эскалаторе. Синдзи пытается извиниться, затем меняет тему разговора на своего отца, Гэндо, и порицает его; в ответ он получает от Рей пощёчину.
На Токио-3 нападает пятый ангел, Рамиил. Рей ещё не готова вступить в бой, поэтому Гэндо посылает в бой Синдзи на Еве-01. Лифт доставляет робота на поверхность, и Рамиил сразу же атакует его лучом ускоренных частиц.

## Производство
В 1993 году Gainax опубликовала «Предложение» (яп. 企画書), презентационный документ о «Евангелионе», в котором пятый эпизод носил название «Рей, за пределами моего сердца» (яп. レイ、心のむこうに). Согласно синопсису, происходит взаимодействие Синдзи и Рей; ангел, обладающий огромной силой, побеждает Еву, а в некой лаборатории происходит кризис.
Режиссёр «Рей, по ту сторону сердца» — Кейити Сугияма, сценаристы — Акио Сацукава и Хидэаки Анно, раскадровщик — Дзюнъити Сато под псевдонимом Киити Дзиме, главный аниматор — Сюндзи Судзуки. Во вступительной музыкальной теме эпизода была использована песня «A Cruel Angel’s Thesis» в исполнении Ёко Такахаси, а в заключительной — одна из версий «Fly Me to the Moon» (в каждой серии используется своя версия этой композиции). По словам Анно, из-за нехватки ресурсов для найма аниматоров пришлось отказаться от гуманоидной формы Рамиила.

## Темы и отсылки
Японский культуролог Хироки Азума описал комнату Рей как медицинскую лабораторию, сравнив её с лабораторией «Сатьян» японской секты Аум синрикё. Писатель Деннис Редмонд интерпретировал серые бетонные здания, ассоциируемые с Рей, и высокотехнологичную лабораторию, ассоциируемую с Рицуко, как отражение социальной и естественной истории послевоенной Японии.
По мнению Кристофера Кей из The Artifice, сцена, в которой Синдзи падает на голую Рей, никак не раскрывает психологию персонажей, но через неё авторы критикуют эскапизм и использования вымышленного мира для удовлетворения потребностей в реальном. Ной Блэк из mcccagora.com сравнил поведение Рей в эпизоде с изоляцией аффекта, которая заключается в том, что человек может проявлять эмоции только в экстремальных условиях, а в повседневной жизни он скрывает их, чтобы не привлекать нежелательного внимания.
Имя Рамиила является отсылкой к падшему ангелу Рамиилу. Его образ был вдохновлён персонажем Прис-Ма из франшизы «Ультрамен». При анализе состава ангела на компьютере появляется код 601, обозначающий невозможность анализа. Это является отсылкой к фильму 1971 года «Штамм „Андромеда“» Роберта Уайза.

## Показ и критика
Впервые «Рей, по ту сторону сердца» был показан 1 ноября 1995 года на TV Tokyo и набрал 7,2 % аудитории. В 1996 году он занял 5-е место в гран-при Animage, набрав 396 голосов.
По мнению Ольги Копыловой, популярность Рей как персонажа началась с «Рей, по ту сторону сердца». Джоэл Каннингем из Digitally Obsessed назвал эпизод увлекательным, финал — захватывающим, Рей — очаровательной, а взаимоотношения Синдзи и Мисато — милыми. Редактор Film School Rejects Макс Ковилл поставил «Рей, по ту сторону сердца» на 15-е место своего рейтинга эпизодов сериала, отметив, что в нём не только раскрываются некоторые сведения о личности Рей, но и возникают новые вопросы. По словам Акио Нагатоми из Anime Café, эпизод вызывает интерес из-за загадочности Рей и её взаимоотношений с Синдзи.
Юитиро Огуро из style.fm назвал излишеством показывать Рей во время разговоров с Гэндо радостной, милой и «влюблённой». Редактор манги «Новый век: Евангелион» Карл Густав Хорн назвал сцену с Синдзи и голой Рей жуткой, загадочной и эротической в мрачном ключе.

## Продукция
«Рей, по ту сторону сердца» был включён в DVD-сборники «Second Impact Box» Gainax и «Евангелион. Том 1 серии 1―6» российской компании MC Entertainment, выпущенные 15 ноября 2000 и 21 апреля 2005 года соответственно. Эпизод вошёл в Blu-ray-сборник «Neon Genesis Evangelion Blu-ray BOX», выпущенный японской компанией King Records 26 августа 2015 года. Японская компания Movic выпустила футболки, основанные на эпизоде.

### На японском языке
- Evangelion Chronicle (яп.). — DeAgostini, 2010. — Vol. 10.
- Evangelion Chronicle (яп.). — DeAgostini, 2010. — Vol. 26.
- Evangelion Chronicle (яп.). — DeAgostini, 2010. — Vol. 29.
- Evangelion Chronicle (яп.). — DeAgostini, 2010. — Vol. 42.
- Gainax. Neon Genesis Evangelion Newtype 100% Collection = 新世紀エヴァンゲリオン NEWTYPE 100％ COLLECTION (яп.). — Kadokawa Shoten, 1997. — ISBN 4-04-852700-2.
- 新世紀福音協会. 劇場版エヴァンゲリオン完全攻略読本 (яп.). — Sanshobo, 1997. — ISBN 9784380972515.

### На других языках
- Fujie K., Foster M. Neon Genesis Evangelion: The Unofficial Guide (англ.). — Tokyo: DH Publishibg, 2004. — 188 p. — ISBN 9780974596143.
- Iglesias S. J., Baena S. A. Manga Production, Anime Consumption: The Neon Genesis Evangelion Franchise and its Fandom // Anime Studies: Media-Specific Approaches to Neon Genesis Evangelion (англ.). — Stockholm: Stockholm University Press, 2021. — 394 p. — doi:10.16993.
- Redmond D. The World is Watching: Video as Multinational Aesthetics, 1968–1995 (англ.). — Southern Illinois University Press, 2004. — 202 p. — ISBN 9780809325351.